# Minister voor Schotland
De minister voor Schotland (Engels: Secretary of State for Scotland) is lid van het Britse kabinet en leidt het departement voor Schotland (Engels: Office of the Secretary of State for Scotland) en houdt zich bezig met alle zaken rondom Schotland.

## Ministers voor Schotland van het Verenigd Koninkrijk (1924-heden)
| Minister voor Schotland Secretary of State for Scotland | Minister voor Schotland Secretary of State for Scotland | Minister voor Schotland Secretary of State for Scotland | Ambtstermijn                                 | Ambtstermijn                   | Partij                 | Premier                               | Kabinet                             | Overige functie(s)    |
| ------------------------------------------------------- | ------------------------------------------------------- | ------------------------------------------------------- | -------------------------------------------- | ------------------------------ | ---------------------- | ------------------------------------- | ----------------------------------- | --------------------- |
|                                                         | Alexander Bruce                                         | Heer Balfour van Burleigh Alexander Bruce (1849–1921)   | 25 juni 1895                                 | 19 oktober 1903                | Unionist Party         | Robert Gascoyne- Cecil (1895–1902)    | Gascoyne- Cecil III                 |                       |
| Gascoyne- Cecil IV                                      | Alexander Bruce                                         | Heer Balfour van Burleigh Alexander Bruce (1849–1921)   | 25 juni 1895                                 | 19 oktober 1903                | Unionist Party         | Robert Gascoyne- Cecil (1895–1902)    |                                     |                       |
| Arthur Balfour (1902–1905)                              | Alexander Bruce                                         | Heer Balfour van Burleigh Alexander Bruce (1849–1921)   | 25 juni 1895                                 | 19 oktober 1903                | Unionist Party         | Balfour                               |                                     |                       |
| Arthur Balfour (1902–1905)                              |                                                         | Andrew Murray                                           | Andrew Murray (1849–1942)                    | 19 oktober 1903                | 1 februari 1905        | Balfour                               | Unionist Party                      |                       |
| Arthur Balfour (1902–1905)                              |                                                         | John Hope                                               | Markies van Linlithgow John Hope (1860–1948) | 1 februari 1905                | 5 december 1905        | Balfour                               | Conservative Party                  |                       |
|                                                         | John Sinclair                                           | Baron Pentland John Sinclair (1860–1925)                | 5 december 1905                              | 12 februari 1912               | Liberal Party          | Henry Campbell- Bannerman (1905–1908) | Campbell- Bannerman                 |                       |
| Herbert Henry Asquith (1908–1916)                       | John Sinclair                                           | Baron Pentland John Sinclair (1860–1925)                | 5 december 1905                              | 12 februari 1912               | Liberal Party          | Asquith I                             |                                     |                       |
| Herbert Henry Asquith (1908–1916)                       | John Sinclair                                           | Baron Pentland John Sinclair (1860–1925)                | 5 december 1905                              | 12 februari 1912               | Liberal Party          | Asquith II                            |                                     |                       |
| Herbert Henry Asquith (1908–1916)                       | John Sinclair                                           | Baron Pentland John Sinclair (1860–1925)                | 5 december 1905                              | 12 februari 1912               | Liberal Party          | Asquith III                           |                                     |                       |
| Herbert Henry Asquith (1908–1916)                       |                                                         | McKinnon Wood                                           | McKinnon Wood (1855–1927)                    | 12 februari 1912               | 10 juli 1916           | Liberal Party                         |                                     |                       |
| Herbert Henry Asquith (1908–1916)                       | Asquith IV                                              | McKinnon Wood                                           | McKinnon Wood (1855–1927)                    | 12 februari 1912               | 10 juli 1916           | Liberal Party                         |                                     |                       |
| Herbert Henry Asquith (1908–1916)                       |                                                         | Harold Tennant                                          | Harold Tennant (1865–1935)                   | 10 juli 1916                   | 7 december 1916        | Liberal Party                         |                                     |                       |
|                                                         |                                                         | Robert Munro (1868–1955)                                | 7 december 1916                              | 23 oktober 1922                | Liberal Party          | David Lloyd George (1916–1922)        | Lloyd George I                      |                       |
| Lloyd George II                                         |                                                         | Robert Munro (1868–1955)                                | 7 december 1916                              | 23 oktober 1922                | Liberal Party          | David Lloyd George (1916–1922)        |                                     |                       |
|                                                         | John Gilmour                                            | Burggraaf Novar Ronald Munro Ferguson (1860–1934)       | 23 oktober 1922                              | 22 januari 1924                | Onafhankelijk          | Bonar Law (1922–1923)                 | Law                                 |                       |
| Stanley Baldwin (1923–1924)                             | John Gilmour                                            | Burggraaf Novar Ronald Munro Ferguson (1860–1934)       | 23 oktober 1922                              | 22 januari 1924                | Onafhankelijk          | Baldwin I                             |                                     |                       |
|                                                         | William Adamson                                         | William Adamson (1863–1936)                             | 22 januari 1924                              | 3 november 1924                | Labour Party           | Ramsay MacDonald (1924)               | MacDonald I                         |                       |
|                                                         | John Gilmour                                            | Sir John Gilmour (1876–1940)                            | 4 november 1924                              | 5 juni 1929                    | Unionist Party         | Stanley Baldwin (1924–1929)           | Baldwin II                          |                       |
|                                                         | William Adamson                                         | William Adamson (1863–1936)                             | 5 juni 1929                                  | 26 augustus 1931               | Labour Party           | Ramsay MacDonald (1929–1935)          | MacDonald II                        |                       |
|                                                         | Archibald Sinclair                                      | Sir Archibald Sinclair (1890–1970)                      | 26 augustus 1931                             | 28 september 1932              | Liberal Party          | Ramsay MacDonald (1929–1935)          | MacDonald III (Nationaal Kabinet I) |                       |
| MacDonald IV (Nationaal Kabinet II)                     | Archibald Sinclair                                      | Sir Archibald Sinclair (1890–1970)                      | 26 augustus 1931                             | 28 september 1932              | Liberal Party          | Ramsay MacDonald (1929–1935)          |                                     |                       |
|                                                         |                                                         | Sir Godfrey Collins (1875–1936)                         | 28 september 1932                            | 29 oktober 1936                | National Liberal Party | Ramsay MacDonald (1929–1935)          |                                     |                       |
| Stanley Baldwin (1935–1937)                             | Baldwin III (Nationaal Kabinet III)                     | Sir Godfrey Collins (1875–1936)                         | 28 september 1932                            | 29 oktober 1936                | National Liberal Party |                                       |                                     |                       |
| Stanley Baldwin (1935–1937)                             | Baldwin III (Nationaal Kabinet III)                     |                                                         | Walter Elliott                               | dr. Walter Elliott (1888–1958) | 29 oktober 1936        | 6 mei 1938                            | Unionist Party                      |                       |
| Neville Chamberlain (1937–1940)                         | Chamberlain I (Nationaal Kabinet IV)                    |                                                         | Walter Elliott                               | dr. Walter Elliott (1888–1958) | 29 oktober 1936        | 6 mei 1938                            | Unionist Party                      |                       |
| Neville Chamberlain (1937–1940)                         | Chamberlain I (Nationaal Kabinet IV)                    |                                                         |                                              | John Colville (1894–1954)      | 6 mei 1938             | 10 mei 1940                           | Unionist Party                      |                       |
| Neville Chamberlain (1937–1940)                         | Chamberlain II                                          |                                                         |                                              | John Colville (1894–1954)      | 6 mei 1938             | 10 mei 1940                           | Unionist Party                      |                       |
|                                                         | Ernest Brown                                            | Ernest Brown (1881–1962)                                | 10 mei 1940                                  | 8 februari 1941                | National Liberal Party | Winston Churchill                     | Churchill I                         |                       |
|                                                         | Tom Johnston                                            | Tom Johnston (1881–1965)                                | 8 februari 1941                              | 23 mei 1945                    | Labour Party           | Winston Churchill                     | Churchill I                         |                       |
|                                                         |                                                         | Graaf van Rosebery Harry Primrose (1882–1974)           | 23 mei 1945                                  | 26 juli 1945                   | National Liberal Party | Winston Churchill                     | Churchill II                        |                       |
|                                                         |                                                         | Joseph Westwood (1884–1948)                             | 26 juli 1945                                 | 7 oktober 1947                 | Labour Party           | Clement Attlee (1945–1951)            | Attlee I                            |                       |
|                                                         |                                                         | Arthur Woodburn (1890–1978)                             | 7 oktober 1947                               | 28 februari 1950               | Labour Party           | Clement Attlee (1945–1951)            | Attlee I                            |                       |
|                                                         |                                                         | Hector McNeil (1907–1955)                               | 28 februari 1950                             | 26 oktober 1951                | Labour Party           | Clement Attlee (1945–1951)            | Attlee II                           |                       |
|                                                         |                                                         | James Stuart (1897–1971)                                | 26 oktober 1951                              | 10 januari 1957                | Unionist Party         | Winston Churchill (1951–1955)         | Churchill III                       |                       |
| Anthony Eden (1955–1957)                                | Eden                                                    | James Stuart (1897–1971)                                | 26 oktober 1951                              | 10 januari 1957                | Unionist Party         |                                       |                                     |                       |
|                                                         |                                                         | John Maclay (1905–1992)                                 | 10 januari 1957                              | 13 juli 1962                   | Unionist Party         | Harold Macmillan (1957–1963)          | Macmillan I                         |                       |
| Macmillan II                                            |                                                         | John Maclay (1905–1992)                                 | 10 januari 1957                              | 13 juli 1962                   | Unionist Party         | Harold Macmillan (1957–1963)          |                                     |                       |
|                                                         |                                                         | Michael Noble (1913–1984)                               | 13 juli 1962                                 | 16 oktober 1964                | Unionist Party         | Harold Macmillan (1957–1963)          |                                     |                       |
| Alec Douglas-Home (1963–1964)                           | Douglas-Home                                            | Michael Noble (1913–1984)                               | 13 juli 1962                                 | 16 oktober 1964                | Unionist Party         |                                       |                                     |                       |
|                                                         |                                                         | Willie Ross (1911–1988)                                 | 16 oktober 1964                              | 19 juni 1970                   | Labour Party           | Harold Wilson (1964–1970)             | Wilson I                            |                       |
| Wilson II                                               |                                                         | Willie Ross (1911–1988)                                 | 16 oktober 1964                              | 19 juni 1970                   | Labour Party           | Harold Wilson (1964–1970)             |                                     |                       |
|                                                         |                                                         | Gordon Campbell (1921–2005)                             | 19 juni 1970                                 | 4 maart 1974                   | Conservative Party     | Edward Heath (1970–1974)              | Heath                               |                       |
|                                                         |                                                         | Willie Ross (1911–1988)                                 | 4 maart 1974                                 | 5 april 1976                   | Labour Party           | Harold Wilson (1974–1976)             | Wilson III                          |                       |
|                                                         | Bruce Millan                                            | Bruce Millan (1927–2013)                                | 5 april 1976                                 | 4 mei 1979                     | Labour Party           | James Callaghan (1976–1979)           | Callaghan                           |                       |
|                                                         | George Younger                                          | George Younger (1931–2003)                              | 4 mei 1979                                   | 11 januari 1986                | Conservative Party     | Margaret Thatcher (1979–1990)         | Thatcher I                          |                       |
| Thatcher II                                             | George Younger                                          | George Younger (1931–2003)                              | 4 mei 1979                                   | 11 januari 1986                | Conservative Party     | Margaret Thatcher (1979–1990)         |                                     |                       |
|                                                         | Malcolm Rifkind                                         | Malcolm Rifkind (1946)                                  | 11 januari 1986                              | 28 november 1990               | Conservative Party     | Margaret Thatcher (1979–1990)         |                                     |                       |
| Thatcher III                                            | Malcolm Rifkind                                         | Malcolm Rifkind (1946)                                  | 11 januari 1986                              | 28 november 1990               | Conservative Party     | Margaret Thatcher (1979–1990)         |                                     |                       |
|                                                         |                                                         | Ian Lang (1940)                                         | 28 november 1990                             | 5 juli 1995                    | Conservative Party     | John Major (1990–1997)                | Major I                             |                       |
| Major II                                                |                                                         | Ian Lang (1940)                                         | 28 november 1990                             | 5 juli 1995                    | Conservative Party     | John Major (1990–1997)                |                                     |                       |
|                                                         |                                                         | Michael Forsyth (1954)                                  | 5 juli 1995                                  | 2 mei 1997                     | Conservative Party     | John Major (1990–1997)                |                                     |                       |
|                                                         | Donald Dewar                                            | Donald Dewar (1937–2000)                                | 2 mei 1997                                   | 17 mei 1999                    | Labour Party           | Tony Blair (1997–2007)                | Blair I                             |                       |
|                                                         | John Reid                                               | dr. John Reid (1947)                                    | 17 mei 1999                                  | 25 januari 2001                | Labour Party           | Tony Blair (1997–2007)                | Blair I                             |                       |
|                                                         | Helen Liddell                                           | Helen Liddell (1950)                                    | 25 januari 2001                              | 13 juni 2003                   | Labour Party           | Tony Blair (1997–2007)                | Blair I                             |                       |
| Blair II                                                | Helen Liddell                                           | Helen Liddell (1950)                                    | 25 januari 2001                              | 13 juni 2003                   | Labour Party           | Tony Blair (1997–2007)                |                                     |                       |
|                                                         | Alistair Darling                                        | Alistair Darling (1953–2023)                            | 13 juni 2003                                 | 6 mei 2006                     | Labour Party           | Tony Blair (1997–2007)                | Minister van Transport              |                       |
| Blair III                                               | Alistair Darling                                        | Alistair Darling (1953–2023)                            | 13 juni 2003                                 | 6 mei 2006                     | Labour Party           | Tony Blair (1997–2007)                | Minister van Transport              |                       |
|                                                         | Douglas Alexander                                       | Douglas Alexander (1967)                                | 6 mei 2006                                   | 27 juni 2007                   | Labour Party           | Tony Blair (1997–2007)                | Minister van Transport              |                       |
|                                                         | Des Browne                                              | Des Browne (1952)                                       | 27 juni 2007                                 | 3 oktober 2008                 | Labour Party           | Gordon Brown (2007–2010)              | Brown                               | Minister van Defensie |
|                                                         | Jim Murphy                                              | Jim Murphy (1967)                                       | 3 oktober 2008                               | 11 mei 2010                    | Labour Party           | Gordon Brown (2007–2010)              | Brown                               |                       |
|                                                         | Danny Alexander                                         | Danny Alexander (1972)                                  | 11 mei 2010                                  | 29 mei 2010                    | Liberal Democrats      | David Cameron (2010–2016)             | Cameron I                           |                       |
|                                                         | Michael Moore                                           | Michael Moore (1965)                                    | 29 mei 2010                                  | 7 oktober 2013                 | Liberal Democrats      | David Cameron (2010–2016)             | Cameron I                           |                       |
|                                                         | Alistair Carmichael                                     | Alistair Carmichael (1965)                              | 7 oktober 2013                               | 9 mei 2015                     | Liberal Democrats      | David Cameron (2010–2016)             | Cameron I                           |                       |
|                                                         | David Mundell                                           | David Mundell (1962)                                    | 9 mei 2015                                   | 24 juli 2019                   | Conservative Party     | David Cameron (2010–2016)             | Cameron II                          |                       |
| Theresa May (2016–2019)                                 | David Mundell                                           | David Mundell (1962)                                    | 9 mei 2015                                   | 24 juli 2019                   | Conservative Party     | May I                                 |                                     |                       |
| Theresa May (2016–2019)                                 | David Mundell                                           | David Mundell (1962)                                    | 9 mei 2015                                   | 24 juli 2019                   | Conservative Party     | May II                                |                                     |                       |
|                                                         | Alister Jack                                            | Alister Jack (1963)                                     | 24 juli 2019                                 | 5 juli 2024                    | Conservative Party     | Boris Johnson (2019–2022)             | Johnson I                           |                       |
| Johnson II                                              | Alister Jack                                            | Alister Jack (1963)                                     | 24 juli 2019                                 | 5 juli 2024                    | Conservative Party     | Boris Johnson (2019–2022)             |                                     |                       |
| Liz Truss (2022)                                        | Alister Jack                                            | Alister Jack (1963)                                     | 24 juli 2019                                 | 5 juli 2024                    | Conservative Party     | Truss                                 |                                     |                       |
| Rishi Sunak (2022–2024)                                 | Alister Jack                                            | Alister Jack (1963)                                     | 24 juli 2019                                 | 5 juli 2024                    | Conservative Party     | Sunak                                 |                                     |                       |
|                                                         | Ian Murray                                              | Ian Murray (1976)                                       | 5 juli 2024                                  | heden                          | Labour Party           | Keir Starmer (2024–heden)             | Starmer                             |                       |